# Adendorf
Adendorf is een stad en gemeente in de Duitse deelstaat Nedersaksen, gelegen in de Landkreis Lüneburg. De stad telt 10.890 inwoners.

## Geografie
Adendorf heeft een oppervlakte van 16,08 km² en ligt in het noorden van Duitsland.
- Gemeinsame Normdatei: 4000483-1
- MusicBrainz: 3a149925-c21d-4321-9277-6f1566a536f1

Adendorf · 
Amelinghausen · 
Amt Neuhaus · 
Artlenburg · 
Bardowick · 
Barendorf · 
Barnstedt · 
Barum · 
Betzendorf · 
Bleckede · 
Boitze · 
Brietlingen · 
Dahlem · 
Dahlenburg · 
Deutsch Evern · 
Echem · 
Embsen · 
Handorf · 
Hittbergen · 
Hohnstorf (Elbe) · 
Kirchgellersen · 
Lüdersburg · 
Lüneburg · 
Mechtersen · 
Melbeck · 
Nahrendorf · 
Neetze · 
Oldendorf (Luhe) · 
Radbruch · 
Rehlingen · 
Reinstorf · 
Reppenstedt · 
Rullstorf · 
Scharnebeck · 
Soderstorf · 
Südergellersen · 
Thomasburg · 
Tosterglope · 
Vastorf · 
Vögelsen · 
Wendisch Evern · 
Westergellersen · 
Wittorf